# Anthony Caruso
Pour les articles homonymes, voir Caruso (homonymie).
Anthony Caruso est un acteur américain né le 7 avril 1916 à Frankfort, Indiana (États-Unis), mort le 4 avril 2003 à Brentwood (Los Angeles, États-Unis).

## Filmographie

### Au cinéma
- 1940 : Johnny Apollo de Henry Hathaway : Joe (henchman)
- 1940 : Les Tuniques écarlates (North West Mounted Police) de  Cecil B. DeMille : Halfbreed at Riel's HQ
- 1940 : The Devil's Pipeline de Christy Cabanne : Henchman
- 1941 : Tall, Dark and Handsome : Gunman
- 1941 : The Bride Wore Crutches : Max
- 1941 : You're in the Army Now : Apache dancer
- 1941 : Vendetta (The Corsican Brothers) : Baron's Henchman
- 1942 : Always in My Heart de Jo Graham : Frank
- 1942 : Sunday Punch : Nat Cucci
- 1942 : Griffes jaunes (Across the Pacific) : Taxi Driver
- 1942 : Jordan le révolté (Lucky Jordan) de Frank Tuttle : Hired Gun / Gardener
- 1943 : The Ghost and the Guest de William Nigh : Henchman Ted
- 1943 : Un espion a disparu : Italian Border Sentry
- 1943 : Jitterbugs : Mike
- 1943 : Quand le jour viendra (Watch on the Rhine) : Italian Man
- 1943 : The Girl from Monterrey : Alberto 'Baby' Valdez
- 1943 : The Phantom : Count Silento [Chs. 3-6]
- 1943 : The Ghost and the Guest de William Nigh
- 1943 : Whistling in Brooklyn S. Sylvan Simon : Henchman Fingers
- 1944 : The Racket Man de D. Ross Lederman : Tony Ciccardi
- 1944 : L'Odyssée du docteur Wassell (The Story of Dr. Wassell) : Marblehead' Sailor on Gangplank
- 1944 : U-Boat Prisoner : Benny, union hall man
- 1944 : Maisie Goes to Reno de Harry Beaumont : George (blackjack dealer)
- 1944 : Les Conspirateurs (The Conspirators) : Fisherman
- 1944 : Le bonheur est pour demain (And Now Tomorrow) : Peter Gallo
- 1945 : Aventures en Birmanie (Objective, Burma!) de Raoul Walsh : Miggleori
- 1945 : The Crime Doctor's Courage : Miguel Bragga
- 1945 : Isle of Tabu : Tamichi
- 1945 : The Last Installment : Eddie, Brannigan's Henchman
- 1945 : Don Juan Quilligan : One Eyed Barton
- 1945 : L'Orgueil des marines (Pride of the Marines) : Johnny Rivers
- 1945 : A Gun in His Hand : Frankie
- 1945 : Penny cherche un père (That Night with You) de William A. Seiter : Tenor
- 1945 : Star in the Night : José Santos
- 1945 : Le Club des cigognes (The Stork Club) : Joe (fisherman helping rescue Bates)
- 1946 : Tarzan et la Femme léopard (Tarzan and the Leopard Woman) : Mongo
- 1946 : À chacun son destin (To Each His Own) : Mobster
- 1946 : Night Editor : Tusco
- 1946 : Le Dahlia bleu (The Blue Dahlia) de George Marshall : Marine corporal playing jukebox
- 1946 : The Catman of Paris : Raoul
- 1946 : Don't Gamble with Strangers : Pinky Luiz
- 1946 : The Last Crooked Mile : Charlie, Gang Member
- 1946 : Le Joyeux Barbier (Monsieur Beaucaire) de George Marshall : Cavalier masqué
- 1947 : La Brune de mes rêves (My Favorite Brunette) : First man on Death Row
- 1947 : Ils ne voudront pas me croire (They Won't Believe Me) : Tough Patient
- 1947 : News Hounds : Dapper Dan Greco
- 1947 : Tu ne m'échapperas pas (Escape Me Never) : Dino Carbatto
- 1947 : Les Corsaires de la terre (Wild Harvest) : Pete
- 1947 : Where There's Life : John Fulda
- 1947 : Devil Ship : Venetti
- 1948 : Ombres sur Paris (To the Victor) : Nikki
- 1949 : Incident : Nails
- 1949 : La Révolte des fauves (Song of India) : Major Doraj
- 1949 : Le Maître du gang (The Undercover Man) : Salvatore Rocco
- 1949 : La Vengeance des Borgia (Bride of Vengeance) : Captain of the guard
- 1949 : Entrée illégale (Illegal Entry) : Teague, primary thug
- 1949 : Anna Lucasta : Eddie
- 1949 : La Scène du crime (Scene of the Crime) : Tony Rutzo
- 1949 : The Threat : Nick Damon
- 1950 : Quand la ville dort (The Asphalt Jungle) de John Huston : Louis Ciavelli
- 1950 : Tarzan et la Belle Esclave (Tarzan and the Slave Girl) : Sengo
- 1950 : Prisoners in Petticoats : Nicky Bowman
- 1951 : According to Mrs. Hoyle : Morganti
- 1951 : His Kind of Woman : Tony
- 1951 : Pals of the Golden West : Lucky Grillo aka Jim Bradford
- 1952 : A Star Shall Rise : Shepherd
- 1952 : Vocation secrète (Boots Malone) de William Dieterle : Joe
- 1952 : Desert Pursuit (en) : Hassan
- 1952 : La Maîtresse de fer (The Iron Mistress) : Jack Studenvant
- 1952 : Barbe-Noire le pirate (Blackbeard, the Pirate) : Pierre La Garde
- 1953 : La Taverne des révoltés (The Man Behind the Gun) de Felix E. Feist : Vic Sutro
- 1953 : La Légion du Sahara (Desert Legion) de Joseph Pevney : Lt. Massasoud
- 1953 : Le Pirate des sept mers (Raiders of the Seven Seas) de Sidney Salkow : Renzo
- 1953 : Fort Alger (Fort Algiers) : Chavez
- 1953 : The Steel Lady : Zagora
- 1954 : L'Homme des plaines (The Boy from Oklahoma) de Michael Curtiz : Mayor Barney Turlock
- 1954 : Le Fantôme de la rue Morgue (Phantom of the Rue Morgue) de Roy Del Ruth : Jacques the One-Eyed
- 1954 : La Brigade héroïque (Saskatchewan) : Spotted Eagle
- 1954 : L'Aigle solitaire (Drum Beat) : Manok
- 1954 : La Reine de la prairie (Cattle Queen of Montana) : Natchakoa
- 1954 : Tornade (Passion) : Sergent Muñoz
- 1955 : Colère noire (Hell on Frisco Bay) : Sebastian Pasmonick
- 1955 : Santa Fe Passage : Chavez
- 1955 : Le Brave et La Belle (The Magnificent matador) : Emiliano
- 1955 : City of Shadows : Tony Finetti
- 1955 : Jail Busters : Percival P. Lannigan
- 1955 : Le Bagarreur du Tennessee (Tennessee's Partner) : Turner
- 1955 : The Toughest Man Alive : Pete Gore
- 1956 : Le tueur aux aguets (en) (When Gangland Strikes) de R. G. Springsteen : Duke Martella
- 1956 : Un cri dans la nuit (A Cry in the Night) de Frank Tuttle : Tony Chavez (a cop)
- 1956 : Walk the Proud Land : Disalin
- 1957 : Les Loups dans la vallée (The Big Land) : Brog the Cattle Buyer
- 1957 : The Oklahoman : Jim Hawk
- 1957 : The Lawless Eighties : Wolf
- 1957 : Omar Khayyam : garde du Shah
- 1957 : Joe Dakota de Richard Bartlett (en) : Marcus Vizzini
- 1957 : L'Ennemi public (Baby Face Nelson) : John Hamilton
- 1958 : Fort Massacre : Pawnee (Indian scout)
- 1958 : L'Or du Hollandais (The Badlanders) : Comanche
- 1958 : Legion of the Doomed : Sgt. Calvelli
- 1959 : Never Steal Anything Small (en) de Charles Lederer : Lt. Tevis
- 1959 : L'Aventurier du Rio Grande (The Wonderful Country) : Santiago Santos
- 1961 : Abattez cet homme (Most Dangerous Man Alive) d'Allan Dwan : Andy Damon
- 1962 : Les Fuyards du Zahrain (Escape from Zahrain) : Tahar
- 1964 : Rivalités (Where Love Has Gone) : Rafael
- 1965 : L'Enquête (Sylvia) : Muscles
- 1965 : Young Dillinger (en) de Terry O. Morse : Rocco
- 1968 : Frissons garantis : Tony Preston
- 1970 : Brother, Cry for Me
- 1970 : L'Indien (Flap) de Carol Reed : Silver Dollar
- 1971 : Technique pour une vengeance (El Sabor de la venganza) d'Alberto Mariscal
- 1974 : The Legend of Earl Durand : Sheriff Trask
- 1976 : Mean Johnny Barrows : Don Da Vince
- 1976 : Nom de code: Zebra (The Zebra Force) : Salvatore Moreno
- 1977 : Claws : Henry Chico
- 1977 : Mission to Glory: A True Story
- 1979 : Tierra sangrienta
- 1985 : The Joe Piscopo Video (vidéo) : Tony DiNono
- 1987 : Savage Harbor : Harry
- 1990 : The Legend of Grizzly Adams : Don Carlos

### À la télévision
- 1954 : Histoires du siècle dernier (Stories of the Century), série
- 1957 : La Flèche brisée (Broken Arrow), série
- 1959 : Les Incorruptibles, série, L'Antre du crime
- 1960 : Daniel Boone (feuilleton) : Chief Blackfish
- 1966 à 1968 : Les Mystères de l'Ouest (The Wild Wild West), de Michael Garrison (série)
  - La Nuit de la Terreur verte (The Night of the Green Terror), saison 2 épisode 10, de Robert Sparr (1966) : Bright Star Chief
  - La Nuit de la Mort du Dr Loveless (The Night Dr. Loveless Died), saison 3 épisode 4, de Alan Crosland Jr. (1967) : Deuce
  - La Nuit des Monstres marins (The Night of the Kraken), saison 4 épisode 6, de Michael Caffey (1968) : Jose Aguila
- 1968 : Star Trek, (série télévisée) - Saison 2 épisode 17, Une partie des actions de James Komack : Bela Oxmyx
- 1969 : The Desperate Mission : Don Miguel Ruiz
- 1969 : Le Virginien : saison 7 épisode 22 (Incident at Diablo Crossing) : Sam Mason
- 1970 : Le Virginien (TV) saison 9 épisode 12 (Last of the Comancheros) : Matthew Keller
- 1970 : Run, Jack, Run : Lefty
- 1987 : On Location: The Roseanne Barr Show : Général